# Episodi di Rossana
Questa è la lista degli episodi di Rossana (Kodomo no omocha), anime tratto dall'omonimo manga di Miho Obana, trasmesso in Giappone su TV Tokyo dal 5 aprile 1996 al 27 marzo 1998. In Italia è stato trasmesso su Italia 1 dall'8 luglio al 18 novembre 2000.
Nell'edizione italiana gli episodi dal 95 al 98 sono ordinati in modo differente dall'originale.
Le sigle originali di apertura sono 19-ji no news (１９時のニュース?) dei TOKIO per gli ep. 1-44 e Ultra relax (ウルトラリラックス?) di Tomoe Shinohara per gli ep. 45-102. Quelle di chiusura sono Panic! (パニック！?) dei Still Small Voice per gli ep. 1-39, DAIJO-BU di Tomoko Hikita per gli ep. 40-74 e PINCH ~Love me deeper~ di Rina Chinen per gli ep. 75-102. La sigla italiana, invece, è cantata da Cristina D'Avena e Giorgio Vanni.

## Lista episodi
| Nº  | Titolo italiano Giapponese 「Kanji」 - Rōmaji | In onda           | In onda                      |
| Nº  | Titolo italiano Giapponese 「Kanji」 - Rōmaji | Giapponese        | Italiano                     |
| 1   | Una ragazzina tutto pepe 「私、ヒモいる小学生」 - Watashi, himo iru shōgakusei | 5 aprile 1996     | 8 luglio 2000                |
| 1   | Rossana Smith (Sana Kurata) è una idol molto conosciuta fra il pubblico giovanile. La ragazza frequenta la scuola elementare, ma la sua classe presenta gravi problemi disciplinari: infatti, un gruppo di bulli capitanati da Heric Akito (Akito Hayama) scatenano ogni giorno il caos impedendo il normale svolgimento delle lezioni. Per questo, Sana decide di intervenire e lancia un avvertimento ad Heric durante il suo programma "Evviva l'allegria" ("Kodomo no Omocha") suscitando l'ira del ragazzo e dei suoi amici. |                   |                              |
| 2   | Compagni dispettosi 「教室まるごとサルの山」 - Kyōshitsu marugoto saru no yama | 12 aprile 1996    | 8-10 luglio 2000             |
| 2   | I bulli iniziano a maltrattare Marine (Mami Suzuki) perché, durante la rivolta delle ragazze scatenata da Sana, aveva detto che Heric con il suo comportamento sarebbe dovuto stare in riformatorio e non a scuola. Fortunatamente, Sana e le sue compagne riescono ad intervenire in tempo ed a salvare la ragazza, anche se non riescono a capire perché Heric se la sia presa tanto con lei. Sana intuisce che Heric ha qualche problema. Per questo motivo tenta di parlare a quattr'occhi lui ma il ragazzo la respinge con freddezza. La madre di Sana suggerisce alla figlia di trovare il punto debole del suo compagno di classe. |                   |                              |
| 3   | Mille foto allo sbaraglio 「目ン玉歯ン玉作戦だ！」 - Mentama hantama sakusenda! | 19 aprile 1996    | 10 luglio 2000               |
| 3   | Terence (Tsuyoshi Oki), il miglior amico di Heric, svela a Sana che il ragazzo soffre di vertigini, così la ragazza organizza una gara di bungee jumping nella palestra della scuola: chi emetterà meno versi durante la caduta vincerà la gara. Sicura di vincere, Sana si lancia con l'elastico ma, durante il volo, emette un urlo mentre Heric, pur avendo paura, si trattiene. Sana scopre che Heric ricatta due suoi insegnanti perché possiede alcune fotografie che li ritraggono in atteggiamenti affettuosi. Con l'aiuto di Terence, Sana scatta una foto ad Heric con i pantaloni e le mutande abbassate e minaccia di farla vedere a tutta la scuola se lui non le consegnerà le foto degli insegnanti. |                   |                              |
| 4   | È solo apparenza 「一匹狼ヒュールルル」 - Ippikiōkami hyūrururu | 26 aprile 1996    | 11 luglio 2000               |
| 4   | Sana, grazie al "contro-ricatto", riesce a placare Heric. Il ragazzo smette di fare scherzi e di disturbare in classe ed è obbligato a chiedere scusa alle sue compagne. A questo punto Sana crede di aver risolto il problema, ma non è così: George, uno dei ragazzi che prima seguivano gli ordini di Heric, si autoelegge nuovo capo. Heric lo affronta, su richiesta di Sana, per riportare la pace in classe. La ragazza si accorge che Heric tende ad isolarsi sempre più e decide di investigare sulla sua vita privata. Quando Sana si reca a casa del ragazzo, nota che la sorella, Nelly lo tratta malissimo. Heric, inoltre, reagisce molto male quando i compagni prendono in giro Terence perché "troppo attaccato alla madre". |                   |                              |
| 5   | Io ti salverò 「羽山グレグレどこへ行く」 - Hayama guregure dokoe iku | 3 maggio 1996     | 11-12 luglio 2000            |
| 5   | A Sana viene proposto di lavorare in uno sceneggiato televisivo. La ragazza scopre che la madre di Heric è morta dandolo alla luce e che lui si sente responsabile dell'accaduto; dal momento che la trama dello sceneggiato è molto simile al vissuto di Heric, Sana pensa che, grazie alla sua recitazione, riuscirà a far tornare la pace tra i componenti della famiglia del ragazzo. |                   |                              |
| 6   | Dalla finzione alla realtà 「親子丼バカまずくて食えん」 - Oyako donburi baka mazukute kuen | 10 maggio 1996    | 12 luglio 2000               |
| 6   | Agli studi cinematografici Sana conosce Alicia, l'attrice protagonista dello sceneggiato, mentre Robby si dilegua misteriosamente. Durante l'intervista di presentazione del programma, la ragazza vede passare il padre di Heric e, dopo averlo rimproverato per la sua condotta in famiglia, gli chiede di vedere lo spettacolo in TV. Quando Sana si reca a casa del ragazzo per accertarsi che la famiglia Hayama guardi lo sceneggiato, si accorge che Heric non c'è, lo va a cercare e lo trova nel parco. Per fargli provare l'affetto materno, Sana si immedesima nella madre del ragazzo e lo coccola. Il padre di Heric, ravvedutosi grazie al programma televisivo, incontra i ragazzi e riporta a casa Heric. |                   |                              |
| 7   | Una prova di coraggio 「来海くるくる恋敵」 - Kurumi kurukuru koi gataki | 17 maggio 1996    | 13 luglio 2000               |
| 7   | Grazie all'aiuto di Sana i problemi familiari di Heric sembrano essere ormai finiti. Alicia chiede di poter fare un'intervista a Sana. Quest'ultima si accorge che ogni volta che incontra l'attrice, Robby improvvisamente scompare. Alla fine la ragazza capisce il motivo di queste sparizioni: al liceo Robby ed Alicia erano fidanzati ed il ragazzo non è mai riuscito ad accettare la loro separazione. |                   |                              |
| 8   | Mille dubbi 「ジュースまみれの初キッス」 - Shūsu mamire no hatsu kissu | 24 maggio 1996    | 13-14 luglio 2000            |
| 8   | Sana si allontana un po' da Robby perché teme che lui l'abbandoni per stare con Alicia. Sana va in gita con la sua classe in visita al municipio della città. Dato che la torre è molto alta ed Heric soffre di vertigini, Sana pensa di portargli una limonata per farlo sentire meglio. La ragazza però inciampa e rovescia il contenuto del bicchiere su Heric. Mentre Sana cerca di ripulirlo, lui la bacia. Sana rimane molto scossa dal suo gesto. |                   |                              |
| 9   | La buona notizia 「ピンチピンチの紗南の恋」 - Pinchipinchi no sha minami no koi | 31 maggio 1996    | 14 luglio 2000               |
| 9   | Robby viene a sapere cos'è successo alla gita e fa convocare Heric dalla madre di Sana sperando che la donna gli faccia una bella lavata di capo. Lei invece vuole solo capire se l'amico della figlia è un bravo ragazzo. Alicia, invece, decide di andare a casa di Sana per chiarire il suo rapporto con Robby. |                   |                              |
| 10  | Il pulcino 「恋はピヨピヨとんでった」 - Koi wa piyopiyo ton detta | 7 giugno 1996     | 15 luglio 2000               |
| 10  | Sana incontra Ann, la sorellina di Terence. La ragazzina sta tenendo al caldo un uovo e spera, erroneamente, che da esso nasca un pulcino. Sana sostituisce all'uovo un pulcino vero, ma Heric le consiglia di non illudere la bambina. Sana è convinta che Robby sia il suo migliore amico e che lui le confidi ogni cosa. Catherine, madre di Sana, crede che sua figlia debba aprire gli occhi: Robby è un collaboratore regolarmente stipendiato ed è una persona adulta che, come tale, ha anche una vita privata che Sana non è tenuta a conoscere. Sana si sente un'illusa e capisce quello che Heric voleva dirle quando le aveva consigliato di non far credere ad Ann che dal suo uovo sarebbe potuto nascere un pulcino. |                   |                              |
| 11  | Povero papà 「父よ、あなたは父だった」 - Chichi yo, anata wa chichi datta | 14 giugno 1996    | 15-17 luglio 2000            |
| 11  | Il padre di Heric si sente male a causa dell'eccessivo lavoro. Heric e Sana, durante questa vicenda, si mostrano molto uniti e si aiutano. Sana riesce a far incontrare Robby ed Alicia. |                   |                              |
| 12  | Quando gli amici ti abbandonano 「今度は紗南がロンリーウルフ」 - Kondo wa sha minami ga ronrī urufu | 21 giugno 1996    | 17 luglio 2000               |
| 12  | A causa dei molti impegni sul lavoro, Sana si dimentica di andare al compleanno di Margaret, una delle sue compagne di classe. La ragazza e le amiche si offendono molto per questo gesto, ma Sana riesce a fare pace con loro grazie all'aiuto di Terence e Heric. |                   |                              |
| 13  | Una cotta per Terence 「僕の名前が変わります」 - Boku no namae ga kawarimasu | 28 giugno 1996    | 18 luglio 2000               |
| 13  | Heric e Sana scoprono che i genitori di Terence si sono appena separati e decidono di stargli vicino aiutandoli con il trasloco. Alyssa, altra compagna di classe di Sana, confessa di essere innamorata di Terence. |                   |                              |
| 14  | Arriva l'estate - Parte prima 「約束の夏・その前編」 - Yakusoku no natsu • Sono zenpen | 5 luglio 1996     | 18-19 luglio 2000            |
| 14  | La madre di Sana decide di scrivere un libro sulla sua vita ma che, inevitabilmente, parlerà anche della vita della figlia. La donna è preoccupata che, in seguito alla pubblicazione, il loro rapporto possa cambiare. La classe partecipa ad una gita in montagna. Durante la serata Sana e Heric si perdono e lui ne approfitta per chiederle cosa la turba. |                   |                              |
| 15  | Arriva l'estate - Seconda parte 「約束の夏・その続き」 - Yakusoku no natsu • Sono tsuzuki | 12 luglio 1996    | 19 luglio 2000               |
| 15  | Sana riesce a confidarsi con Heric. Lui la consola dicendole che sua madre le vuole bene e che non la farebbe soffrire per nulla al mondo. Sana è ancora preoccupata per lo scalpore che susciterà il libro ma è sollevata dalla presenza di Heric al suo fianco. Rientrata in città, Sana conosce un giovane attore, Charles, con cui dovrà girare una nuova pubblicità. |                   |                              |
| 16  | Quando il cuore batte forte 「ドキドキふたつあったとさ」 - Dokidoki futatsu atta to sa | 19 luglio 1996    | 20 luglio 2000               |
| 16  | Terminate le riprese, Charles, rivela a Sana di essere a conoscenza del suo segreto, ovvero di ciò che sua madre ha scritto nel libro e che lui ha avuto un'infanzia simile alla sua. Le confida inoltre di essere attratto da lei. L'ultimo giorno di vacanza Sana partecipa ad uno spettacolo teatrale al quale i suoi amici sono invitati come spettatori. Qui Charles ed Heric si conoscono. Il primo cerca di far sentire Heric inadeguato: visto che quest'ultimo non ha un hobby, non può essere il ragazzo ideale per Sana. Da questo momento in poi il ragazzo deciderà di dedicarsi al karate. |                   |                              |
| 17  | Un nuovo fantastico libro 「アッとたまげた母の本」 - Attotamageta haha no hon | 26 luglio 1996    | 20-21 luglio 2000            |
| 17  | Viene pubblicata l'autobiografia di Catherine Smith e tutti scoprono che Sana è stata adottata da neonata. Anche Charles, Heric e gli altri compagni di classe leggono il libro e ne restano molto colpiti perché la ragazza non aveva mai parlato del suo passato. Robby ritiene che per la ragazza questo sia un peso eccessivo da sopportare e perciò litiga con Catherine. Heric porta Sana a casa sua per non farle pensare alla situazione. |                   |                              |
| 18  | Un rifugio sicuro 「腹ペコ二人がかくれんぼ」 - Hara peko futari ga kakurenbo | 2 agosto 1996     | 21 luglio 2000               |
| 18  | La casa di Catherine è assediata dai giornalisti e così Heric decide di ospitare Sana a casa sua, fino a quando le acque non si saranno calmate. Qui la ragazza fa comunella con Nelly che le rivela informazioni imbarazzanti sul fratello. Charles, per sviare l'attenzione da Sana, svela ai giornalisti che anche lui è stato adottato e che ha passato gli anni dell'infanzia in un orfanotrofio. Il giorno seguente, la ragazza riceve da Robby una telefonata: la sua vera madre si è fatta viva e sta aspettando di conoscerla. |                   |                              |
| 19  | La mamma! 「娘泣く泣く母も泣く」 - Musume nakunaku haha mo naku | 9 agosto 1996     | 22 luglio 2000               |
| 19  | Dopo aver letto il libro scritto da Catherine, Peggy, la vera madre di Sana, decide di farsi viva; la sua storia è molto triste: dopo aver partorito Sana ha subito un terribile incidente in cui lei ha perso la memoria e il marito la vita. Da lei Sana scopre di avere anche una sorellina minore, Marika (Mariko) e la ragazza è curiosa di conoscerla. Per questo motivo le due si danno appuntamento al luna park. Le bambine fanno subito amicizia e Peggy propone a Sana di andare a vivere con loro ma lei rifiuta, dicendo di avere già una famiglia. |                   |                              |
| 20  | Risposta esatta! 「紗南ちゃんクイズでイー感じ」 - Sha Minami-chan kuizu de ī kanji | 16 agosto 1996    | 22 luglio / 5 settembre 2000 |
| 20  | Sana, Heric, Miho Obana ed il manager di Gerard partecipano ad un quiz condotto da Bab e Gerard, con domande basate sui primi nove episodi dell'anime. Vengono mostrate clip estratte dai suddetti episodi. (Episodio filler) |                   |                              |
| 21  | Il dolce profumo di un ricordo 「スモールサイズの羽山かも」 - Sumōru saizu no Hayama kamo | 23 agosto 1996    | 6 settembre 2000             |
| 21  | Charles invita Sana all'istituto dove ha trascorso la sua infanzia e lei accetta. Là scopre che tutti i bambini sono suoi fan e ne incontra uno, Bill, che assomiglia molto a Heric. Sana lo sfida in molte attività che aveva già provato con l'amico, come per esempio il salto con l'elastico. Alla fine Sana scopre che il ragazzino ha solo difficoltà ad esprimere i sentimenti, cosa che succede anche a Heric. |                   |                              |
| 22  | Ascolta il tuo cuore 「カラテな心と引退宣言」 - Karate na kokoro to intai sengen | 30 agosto 1996    | 2000                         |
| 22  | Heric si iscrive ad un corso di karate. Sana è stanca del suo lavoro perché gli impegni le impediscono di frequentare i suoi amici. Questi, a loro volta, si preoccupano per la scelta dell'amica e vogliono che cambi idea. Sana incontra Heric che si sta allenando e gli chiede perché si sia iscritto a karate. Lui le risponde che, come gli altri, voleva avere qualcosa a cui appassionarsi. Così Sana cambia idea e continua a lavorare. |                   |                              |
| 23  | Cercando Marika 「晴れときどき行方不明」 - Hare tokidoki yukue fumei | 6 settembre 1996  | 2000                         |
| 23  | Marika scappa di casa per andare a trovare Sana e questa fa di tutto per ritrovarla assieme a Peggy, il marito, Robby e Catherine. Lei ha passato tutto il giorno con Gerard che viene incolpato della sparizione. |                   |                              |
| 24  | Un esame a sorpresa 「算数人生ボケラッター」 - Sansū jinsei bokerattā | 13 settembre 1996 | 2000                         |
| 24  | La vicepreside Andrews organizza un esame riepilogativo perché la classe di Sana ha risultati inferiori rispetto alla media dell'istituto e quindi gli alunni rischiano di non poter accedere alle scuole medie; Sana è in difficoltà con la matematica ma, alla fine, tutto si risolve grazie all'intervento di Heric. |                   |                              |
| 25  | Il coniglietto 「心の傷のバンソーコー？」 - Kokoro no kizu no bansōkō? | 20 settembre 1996 | 2000                         |
| 25  | A scuola, Marine si dedica spesso alla cura di un coniglietto, Macchiolino, e tutte le ragazze se ne sono innamorate; lei però non ha ancora superato lo shock che ha vissuto quando Heric se l'è presa con lei ed i rapporti tra i due sono molto tesi. Grazie al coniglietto, però, i due riescono a fare pace. |                   |                              |
| 26  | Quando canta il gallo 「コケコッコーの朝は来る」 - Kokekokkō no asa wa kuru | 27 settembre 1996 | 2000                         |
| 26  | Il pulcino regalato da Sana ad Ann, la sorella di Terence, è diventato un gallo ed infastidisce tutto il vicinato; lei decide così di portarlo a casa sua per rimediare all'errore ma, ogni mattina, l'animale canta e sveglia tutti gli abitanti della casa. Infine Alyssa trova la soluzione: lasciarlo nelle voliere della scuola dove non darà fastidio a nessuno. |                   |                              |
| 27  | Uno spettacolo a sorpresa 「同情もしてカネかして」 - Dōjō moshite kane ka shite | 4 ottobre 1996    | 2000                         |
| 27  | L'ex-marito di Catherine, Geremy, chiede a Sana di allestire uno spettacolo teatrale per poter saldare tutti i debiti che ha contratto con una losca azienda. In realtà si scoprirà che i componenti di tale azienda sono tutte brave persone. |                   |                              |
| 28  | Mille ricordi 「らぶらぶ羽山父の歌」 - Rabu rabu Hayama chichi no uta | 11 ottobre 1996   | 2000                         |
| 28  | Il padre di Heric chiede ad una vecchia amica della moglie, Sandra, di parlare di lei ai figli. Sana, vedendoli insieme, pensa che la donna sia la sua nuova fidanzata e manda Nelly nel panico; poi però, il disguido viene chiarito. |                   |                              |
| 29  | Una visita inaspettata 「やって来ました母の母」 - Yatte kimashita haha no haha | 18 ottobre 1996   | 2000                         |
| 29  | La madre di Catherine arriva in città per convincere prima la figlia, e poi la nipote a succederle nella gestione del centro termale di famiglia che si trova fuori città. |                   |                              |
| 30  | Falso allarme 「私の彼はやせ我慢」 - Watashi no kare wa yase gaman | 25 ottobre 1996   | 2000                         |
| 30  | Si diffonde un gossip secondo il quale Alicia si frequenta con un attore ed ha intenzione di sposarlo. Questo scatena la gelosia di Robby e la furia di Sana, ma la notizia si rivelerà del tutto infondata. |                   |                              |
| 31  | Chi ama chi? 「へびが土足でヅーカヅカ」 - Hebi ga dosoku de zūka zuka | 1º novembre 1996  | 2000                         |
| 31  | Gabriel, un paparazzo, vuole inchiodare Sana in atteggiamenti amorosi con Heric per ottenere uno scoop e dimostrare che la ragazza non frequenta Charles, come molti giornali fanno credere. L'uomo è senza scrupoli ma i due amici scoprono che, in realtà, è un affettuoso padre di due figli. |                   |                              |
| 32  | Uno spiacevole imprevisto 「父よあなたはつかまった」 - Chichi yo anata wa tsukamatta | 8 novembre 1996   | 2000                         |
| 32  | Il padre di Terence viene arrestato per aver aggredito, senza un motivo apparente, dei ragazzi. Infine si scopre che l'ha fatto per difendere dei fratellini che gli ricordavano i figli: ciò rende Terence molto fiero di lui e i due si riavvicinano. |                   |                              |
| 33  | Aria di pulizie 「愛はカレーの味がした」 - Ai wa karē no aji ga shita | 15 novembre 1996  | 2000                         |
| 33  | I maschi e le femmine della classe di Sana si dividono schierandosi dalla parte del maestro Zed oppure della maestra Miles: la discussione è dovuta al fatto che i due non trovano un accordo su chi dovrebbe attuare le mansioni domestiche. Così in classe si forma una barricata e solo l'affetto fra Alyssa e Terence farà sistemare le cose. |                   |                              |
| 34  | Il compleanno di Gerard 「歌う心は３.２.１（スリー・ツー・ワン）」 - Utau kokoro wa 3. 2. 1 (Surī. Tsū. Wan) | 22 novembre 1996  | 2000                         |
| 34  | Due idol devono registrare uno speciale tv con Sana, sotto il nome "Le 3x1". Sana va subito d'accordo con Tamara, ma ha dei problemi con Marilla che vuole primeggiare e conquistare Charles, anch'egli nello special. Tutto si risolve per il meglio alla festa di compleanno organizzata da Sana a casa sua per festeggiare il compleanno di Gerard. |                   |                              |
| 35  | Regali misteriosi 「プレゼントにはワケがある」 - Purezento ni wa wake ga aru | 29 novembre 1996  | 2000                         |
| 35  | Terence riceve dei dolci da un'ammiratrice sconosciuta e, sapendo di essere sensibile ai regali, va in crisi; Alyssa, che lo conosce bene, riesce a riconquistarlo e, alla fine, si scopre che l'ammiratrice altri non erano che i dispettosi compagni di classe. |                   |                              |
| 36  | Tutti in gita! 「私を草津につれてって」 - Watashi o kusatsu ni tsuretette | 6 dicembre 1996   | 2000                         |
| 36  | Sana, Catherine e Robby vanno a Termabella dalla madre di Catherine; lì incontrano Heric e la sua famiglia. La nonna, per convincere la nipote a succederle, crea una messa in scena con tanto di losca squadra di costruttori. |                   |                              |
| 37  | Sarà solo un finto bacio? 「キスだ戦えカラテとラッパ」 - Kisu da tatakae karate to rappa | 13 dicembre 1996  | 2000                         |
| 37  | Sana e Charles devono girare uno spot in cui i due devono baciarsi; alla fine tutto si risolverà, perché Sana accetta di baciare Charles sulle labbra appassionatamente. Tra Heric e l'attore nasce un'accesa rivalità. |                   |                              |
| 38  | La vigilia di Natale 「どきどきキスなクリスマス」 - Dokidoki kisu na kurisumasu | 20 dicembre 1996  | 2000                         |
| 38  | È la vigilia di Natale, nonché "festa di metà compleanno" di Heric e Sana; dopo la festa i due si scambiano il loro primo vero bacio. Il giorno dopo tutti scoprono con sgomento che la famiglia è sul lastrico e che tutti i loro oggetti verranno pignorati. |                   |                              |
| 39  | Tra le pagine di una fiaba 「１００匹ハヤガーりんぷんぷん」 - 100-biki hayagā rinpunpun「ばびんがびひんがほんばびぼー」 - Babingabihingahonbabibō | 3 gennaio 1997    | 2000                         |
| 39  | Nella prima parte il temibile "Farfallone Heric" cercherà di trasformare in farfalle tutti gli abitanti di Sanalandia. Si opporranno a questa tirannia la principessa Sana e Terence. La seconda parte, invece, si svolge nella preistoria. |                   |                              |
| 40  | Un brutto sogno 「ある日突然家なき子」 - Aru hi totsuzen ie naki ko | 10 gennaio 1997   | 2000                         |
| 40  | Tutta la famiglia è costretta a lasciare la casa ed a trasferirsi in una catapecchia; i suoi compagni di classe, Gerard e Charles cercano di aiutare Sana in tutti i modi. Tutti gli appuntamenti presi, per lavoro, da Robby vengono fatti saltare. |                   |                              |
| 41  | L'imbroglio 「ホサレちゃったのあの人に」 - Hosarechatta no ano hito ni | 17 gennaio 1997   | 2000                         |
| 41  | Sana viene cacciata persino da "Evviva l'allegria": questo accade perché una casa di produzione, la Dreaming Productions, sta cercando di screditare Rossana per non farla lavorare ed obbligarla a firmare un contratto in esclusiva con loro. Infine tutto si sistema e Sana viene scritturata per recitare in uno sceneggiato a fianco di Thaddeus Green, un attore poco noto. |                   |                              |
| 42  | Il manoscritto 「しめきりギリギリきりきりまい」 - Shimekiri girigiri kirikirimai | 24 gennaio 1997   | 2000                         |
| 42  | Sana, tutta contenta per aver trovato un nuovo lavoro, si dimentica del libro autobiografico che aveva promesso di scrivere ed è costretta a finirlo a tempo di record. Quando stanchissima, si addormenta su una panchina, Thaddeus, con cui ha fatto amicizia durante le riprese, la porta a casa con sé. |                   |                              |
| 43  | Un amico nei guai - Parte prima 「オヤジのような彼だった」 - Oyaji no yōna karedatta | 31 gennaio 1997   | 2000                         |
| 43  | Sana passa tutto il giorno con Thaddeus ed un paparazzo della Dreaming Productions immortala ogni attimo per far passare l'attore come suo padre, perciò i giornalisti chiedono spiegazioni a Sana e lei risponde che non è suo padre e che in realtà è il suo fidanzato, nonostante 30 anni di differenza, perché l'età non conta e lei ormai non è più una bambina, perché a breve andrà alle scuole medie. A scuola intanto si svolgono i colloqui disciplinari per parlare delle scuole medie e George è messo sotto pressione dai genitori che desiderano che lui frequenti una scuola privata. Dopo essere stato picchiato da ragazzi più grandi, il ragazzo inizia a comportarsi da teppista e se la prende anche con Heric. |                   |                              |
| 44  | Un amico nei guai - Parte seconda 「五味くん五味くんどこ行くの」 - Gomi-kun Gomi-kun doko iku no | 7 febbraio 1997   | 2000                         |
| 44  | George, ancora sotto pressione, decide di rubare dei giocattoli facendo ricadere la colpa su Heric che rischia l'espulsione dalla scuola media. Infine però, dopo aver scoperto dai compagni che la voce riguardo alla scuola privata non era stata messa in giro da Heric, decide di confessare, convince i suoi genitori a farlo andare alla scuola pubblica e scagiona l'amico. |                   |                              |
| 45  | San Valentino 「悲喜こもごものバレンタイン」 - Hikikomogomo no Barentain | 14 febbraio 1997  | 2000                         |
| 45  | Sana decide di regalare dei cioccolatini a Thaddeus; lui ha un malore e non si presenta alle riprese: alla fine i due si ritrovano su un treno e lui le racconta tutti i suoi problemi personali dicendole che un tempo stava con una ragazza e che lasciarla per proseguire il suo cammino nel mondo dello spettacolo è stato l'errore più grande della sua vita. Sana però lo tira su di morale con la sua solita allegria. |                   |                              |
| 46  | Un viaggio in montagna 「逃げた私が悪いのか」 - Nigeta watashi ga warui no ka | 21 febbraio 1997  | 2000                         |
| 46  | Sana ha dei problemi con Marine per il fatto che, per proteggere Heric, non l'ha citata nel suo libro. La ragazza raggiunge Thaddeus in montagna per avere un po' di sostegno morale. Grazie ai suoi consigli, Sana trova la forza per chiarirsi con l'amica. |                   |                              |
| 47  | Sorpresa! 「あなたとおんなじ屋根の下」 - Anata to on'naji yane no shita | 28 febbraio 1997  | 2000                         |
| 47  | Sana e la sua famiglia vengono sfrattati dalla loro casa e sono costretti a comprarne una nuova; Heric la invita a passare da lui qualche giorno ma lei preferisce stare da Thaddeus: i due ormai sono quasi inseparabili. Il giornalista Gabriel torna alla carica: scopre che l'attore è il vero padre di Sana e lo comunica a Catherine. |                   |                              |
| 48  | Una grande amicizia 「父よ、あなたが父だった」 - Chichi yo, anata ga chichi datta | 7 marzo 1997      | 2000                         |
| 48  | Catherine chiede conferma a Peggy di ciò che ha scoperto; Sana invece è al settimo cielo per la casa nuova ed il soddisfacente lavoro. Thaddeus ha un malore sul lavoro e Sana decide di ospitarlo fino a che non si sarà ristabilito. Durante una puntata di "Evviva l'Allegria" girata in ospedale, Thaddeus si fa visitare ed il medico contatta Catherine dicendogli che, purtroppo, l'uomo ha una malattia incurabile. Thaddeus viene colpito da un infarto durante le riprese dello sceneggiato. |                   |                              |
| 49  | Il grande cuore di papà 「これがふたりのラストシーン」 - Kore ga futari no rasuto shīn | 14 marzo 1997     | 2000                         |
| 49  | Thaddeus si riprende e mentre è ricoverato in ospedale riceve la visita di Gabriel che lo informa del suo legame con Sana e anche del fatto che ha ancora poco da vivere. Così lui decide di andare sul set dello sceneggiato per girare un'ultima scena; qui ha un infarto e muore, facendo cadere Sana, che era convinta della sua guarigione, nella disperazione. |                   |                              |
| 50  | Raccogli il tuo coraggio 「涙なだれて春が来る」 - Namida nadarete haru ga kuru | 21 marzo 1997     | 2000                         |
| 50  | Sana cerca di affrontare le conseguenze della morte di Thaddeus: inizialmente la ragazza è molto turbata e nega la morte dell'uomo; si reca in montagna e rischia la vita nel momento in cui una valanga si abbatte sul rifugio in cui aveva passato dei momenti felici con l'amico. Riuscirà ad uscire da questa brutta situazione grazie all'aiuto di Heric. |                   |                              |
| 51  | La tavola rotonda 「今日まで、そして明日から」 - Kyō made, soshite ashita kara | 28 marzo 1997     | 2000                         |
| 51  | Alyssa, Margaret, Terence, Jules, Charles e Gerard sono impegnati a scoprire il vero rapporto che c'è tra Heric e Sana. |                   |                              |
| 52  | Una nuova amica 「トイレで出会った大親友」 - Toire de deatta dai shinyū | 4 aprile 1997     | 2000                         |
| 52  | Sana inizia le scuole medie ed incontra una nuova amica, Funny, con la quale si trova subito molto d'accordo; terminate le lezioni la ragazza pensa al suo rapporto speciale con Heric e si chiede in che modo evolverà. Quando lo presenta alla nuova amica, scopre che in realtà i due si conoscono già e che lei non ha un bel ricordo di lui. |                   |                              |
| 53  | Una vecchia storia 「人生計画キッスでブッツン」 - Jinsei keikaku kissu de buttsun | 11 aprile 1997    | 2000                         |
| 53  | Heric all'asilo aveva baciato Funny per una scommessa e, quando Jeremy era venuto a conoscenza di questa vicenda, l'aveva lasciata. Robby comunica a Sana che è stata scritturata per la parte della protagonista nel film di un regista famoso a cui parteciperanno anche Alicia e Charles. Heric fin dal secondo giorno ha dei problemi con il suo insegnante ma Funny inizia a cambiare idea sul suo conto. |                   |                              |
| 54  | La gita allo zoo 「恋にはハンパな紗南だった」 - Koi ni wa hanpana sha minami datta | 18 aprile 1997    | 2000                         |
| 54  | Tutta la scuola si reca in gita e qui Sana conosce Isidoro, un suo grande fan. Heric cerca in tutti i modi di stare un po' con lei e alla fine, grazie a Terence, ci riesce. Terence però, durante la conferenza stampa di Sana, si accorge che tra Funny e Heric sta nascendo qualcosa. |                   |                              |
| 55  | Un'improvvisa dichiarazione d'amore 「女優はお山にこもります」 - Joyū wa oyama nikomorimasu | 25 aprile 1997    | 2000                         |
| 55  | Heric viene a sapere che le riprese potrebbero durare più di due mesi e Terence gli consiglia di confessare i propri sentimenti a Sana prima della partenza. Isidoro invece non perde tempo e si dichiara nonostante la sua timidezza; lei, imbarazzata, per non rifiutarlo gli lascia credere che Charles sia il suo ragazzo. Il giorno della partenza Heric mostra a Sana la sua nuova cintura marrone e le dice di volerle parlare; vista la mancanza di privacy, decide di rimandare tutto al suo ritorno. |                   |                              |
| 56  | Il primo film 「ホントにホントにホン気にホント」 - Honto ni honto ni honki ni honto | 2 maggio 1997     | 2000                         |
| 56  | Iniziano le riprese del film "La casa nel bosco" ed il regista vuole convincerla del fatto che durante le riprese lei e Charles si innamoreranno. Lui le dichiara esplicitamente i suoi sentimenti mentre in città Funny chiede a Heric di diventare il suo ragazzo. |                   |                              |
| 57  | Amici in vista 「スシにつられてウソンコ彼氏」 - Sushi ni tsurarete usonko kareshi | 9 maggio 1997     | 2000                         |
| 57  | Funny spiega il motivo della sua richiesta: alcuni vecchi amici la verranno a trovare compreso Jeremy con la nuova fidanzata; per questo motivo vorrebbe che Heric si fingesse il suo ragazzo. Lui inizialmente rifiuta ma lei lo prende per la gola promettendogli l'ottimo sushi che prepara lo zio nel suo ristorante. La giornata procede senza intoppi. Jeremy viene a conoscenza del malinteso e si accorge di essere ancora legato a Funny; lei però, per fare un favore e Suzy, la sua nuova ragazza, gli dice di non provare più nulla. In compenso si accorge di sentire qualcosa per Heric, pur sapendo che lui è innamorato di Sana. |                   |                              |
| 58  | Avventure in scena 「お山にラブラブあったとさ」 - Oyama ni raburabu atta to sa | 16 maggio 1997    | 2000                         |
| 58  | Le riprese procedono a gonfie vele fino a quando Sana trova tutti i suoi oggetti personali rotti e sparpagliati; subito dopo si avvicinano le responsabili: tre fan di Charles la minacciano e le intimano di stare lontana dal loro beniamino. Quando Charles rivela alle ragazze che si è invaghito di Sana loro la prendono molto male e le tendono un agguato. |                   |                              |
| 59  | Problemi sul set 「ケガも嵐も乗り越えて」 - Kega mo arashi mo nori koete | 23 maggio 1997    | 2000                         |
| 59  | Le ragazze picchiano Sana e le provocano una brutta ferita alla gamba; lei, nonostante le preoccupazioni di Robby, decide di proseguire le riprese. Charles resta molto male per l'accaduto ed è sul punto di voler chiudere col mondo dello spettacolo ma la tenacia di Sana gli fa cambiare idea. In seguito alle fatiche della recitazione, a Sana viene la febbre; intanto a casa gli amici leggono gli scoop riguardanti lei e Charles ed Isidoro rivela ciò che lei gli aveva detto il giorno della sua dichiarazione. Tutti credono a queste voci e perfino Heric non è più sicuro di nulla; Funny così gli chiede di mettersi insieme a lei. |                   |                              |
| 60  | Una brutta notizia 「フラれて気づいた恋もある」 - Furarete kizuita koi mo aru | 30 maggio 1997    | 2000                         |
| 60  | Sono passati due mesi e manca poco alla fine delle riprese; Sana si rende conto dei suoi sentimenti per Heric e non vede l'ora di tornare a casa. Finalmente trova un punto del bosco in cui c'è campo ed ha la possibilità di chiamarlo; lui però le dice che sta uscendo con Funny e lei va in crisi. Charles si dimostra molto affettuoso con lei e cerca di consolarla assicurandole sempre il suo sostegno come, in precedenza, aveva fatto Heric. |                   |                              |
| 61  | Arriva la mamma 「フラれて泣いてる私じゃないよ」 - Furarete naiteru watashi janai yo | 6 giugno 1997     | 2000                         |
| 61  | Sana non riesce a riprendersi e Robby, dopo averle tentate tutte, decide di chiamare sul set Catherine; grazie a lei, Sana ritrova la gioia di vivere e riprende con energia il lavoro. Riesce anche a confidare a Charles che non prova nulla per lui, sentendosi subito più leggera. Arriva così l'ultimo giorno delle riprese e l'ultima scena: quella della casa in fiamme; Sana si attarda ad uscire e tutti temono per la sua incolumità. |                   |                              |
| 62  | L'incendio 「燃えつきちゃったの今年の夏は」 - Moetsuki chatta no kotoshi no natsu wa | 13 giugno 1997    | 2000                         |
| 62  | Sana si è nuovamente ferita alla gamba mentre aspetta il segnale per uscire e non riesce ad arrivare alla porta; accarezza anche l'idea di lasciarsi morire per non dover affrontare Funny ed Heric. Alla fine trova le forze per uscire e la scena riesce benissimo. Tornata a casa, Sana deve finire di girare le scene in interno e decide di non far sapere a nessuno del suo ritorno. Finite le vacanze però ricomincia la scuola e non può più rimandare i tanto temuti incontri. |                   |                              |
| 63  | Ritorno a scuola 「噂は信じちゃダメなのよ」 - Uwasa wa shinjicha dame na no yo | 20 giugno 1997    | 2000                         |
| 63  | Il primo giorno di scuola Sana scopre che il rapporto con i suoi amici è sempre lo stesso dal momento che riesce a mascherare bene i suoi sentimenti; è solo un po' a disagio vedendo Funny ed Heric insieme. Catherine capisce quanto stia soffrendo ed anche Terence è preoccupato per lei. Usciti tutti insieme, Sana scopre che i suoi amici credono alle storie dei giornali riguardo a lei e Charles e scappa via infuriata: Heric la insegue ma lei lo respinge. |                   |                              |
| 64  | Qual è la verità? 「どっかにあるでしょホントのことが」 - Dokka ni aru desho honto no koto ga | 27 giugno 1997    | 2000                         |
| 64  | Funny cerca di capire se Heric prova davvero qualcosa per lei; Sana invece si confida con Charles e ripensa a quanto lui è sempre stato gentile nei suoi confronti. Questi infine l'aiuta ancora facendo capire ad Heric, durante una conferenza stampa, che Sana prova qualcosa per lui e che è questo il motivo per cui l'ha respinto. Sana si arrabbia moltissimo per l'interferenza di Charles, ma è lui, finalmente, che le fa aprire gli occhi svelandole l'evidenza: Heric è ancora innamorato di lei e sembra sia l'unica a non essersene accorta. Pur cercando di evitarlo alla fine Heric le pone la domanda che lei teme più di tutte: qual è la verità? |                   |                              |
| 65  | Incomprensioni 「そして二人はロングバイバイ」 - Soshite futari wa rongu baibai | 4 luglio 1997     | 2000                         |
| 65  | Sana ed Heric finalmente si dichiarano e Funny sente tutto; Sana per consolarla dice di non amarlo più ma lei lo lascia ugualmente libero di scegliere. La situazione è talmente complicata che Sana decide di buttarsi a capofitto nel lavoro e di non frequentare più la scuola; l'unico che va a salutare è Heric e le dice che, nonostante tutto, non se la sente di abbandonare Funny. I due però, abbracciandosi, capiscono che i loro sentimenti non sono cambiati, ma, per il bene di Funny, decidono di lasciare tutto così com'è. Funny fa un regalo ad Heric per il vicino compleanno e gli dice che il suo è il 24 dicembre: lui resta di stucco dal momento che è lo stesso giorno della "festa di metà compleanno" suo e di Sana. |                   |                              |
| 66  | La svolta 「逃げちゃえ逃げちゃえ海越えて」 - Nigechae nigechae umi koete | 11 luglio 1997    | 2000                         |
| 66  | Heric viene preso di mira dal suo professore, si rifiuta di parlare di Sana ma infine si convince ad andare a vedere il suo film; Sana e Charles invece ricevono l'invito di Gary Hamilton, un famoso regista di Broadway, che li invita a partecipare ad un suo musical in America. Il film è un gran successo e Sana e Charles decidono di partire; perfino "Evviva l'Allegria" termina e per Sana è una motivazione decisiva. Il giorno della partenza i suoi amici arrivano al terminal e lei vede Funny ed Heric mano nella mano; è decisa a dimenticarlo e sembra che questa sia la volta buona, vista anche la vicinanza di Charles. |                   |                              |
| 67  | A New York! 「ニューヨークったらサスペンス」 - Nyū Yōku ttara sasupensu | 18 luglio 1997    | 2000                         |
| 67  | Sana e Charles arrivano a New York, nella reggia di Gary Hamilton: qui conoscono Michelle, la moglie del produttore, che si mostra scostante nei loro confronti, il maggiordomo McGabban, la governante di casa Ramsey, e Brad, un ragazzo identico ad Heric, anche nel carattere. La loro presenza però pare che non sia gradita, ai due infatti capiteranno vari incidenti: l'apparizione di un fantasma, l'aumento inspiegabile dei pesi sul bilanciere di Sana, una macchina che li vuole investire, il crollo di un lampadario, l'avvelenamento di una salsiccia destinata a Sana e mangiata però da Maeda, manager di Charles. Il sospetto dei nostri amici cade su Brad. Quest'ultimo prova a toccare il seno di Sana, ma Charles lo ferma con una mossa fulminea. |                   |                              |
| 68  | Un mondo misterioso 「渡る世間は謎ばかり」 - Wataru seken wa nazo bakari | 25 luglio 1997    | 2000                         |
| 68  | Robby parte alla ricerca del signor Hamilton e riporta la notizia della guarigione di Maeda; Sana e Charles invece iniziano le prove per il musical assieme all'inflessibile Michelle. Anche qui, durante la loro esibizione succede un incidente: qualcuno sparge a terra dell'olio e Sana fa un bel capitombolo ferendosi per l'ennesima volta ad una gamba; Brad si nomina "sua guardia del corpo", la mette in guardia e la porta in spalla fino alla palestra. Tornati alla villa, Charles scopre che qualcuno ha letto la sua agenda ed ha sempre l'impressione di essere spiato: quando inizia a seguire il fantasma qualcuno lo spinge e lo fa cadere da una rampa di scale. Alla sera, tornati nelle rispettive camere, le trovano devastate e campeggia una scritta sul muro che dice "GET OUT"; dietro la porta si intravede Brad sorridente. |                   |                              |
| 69  | Il segreto 「あなたの瞳もエメラルド」 - Anata no hitomi mo emerarudo | 1º agosto 1997    | 2000                         |
| 69  | Sana e Charles scoprono che "il fantasma" altri non era che Sicil, figlia di Gary e Michelle. Vengono finalmente assegnate le parti per il musical: Sana a Charles saranno due folletti gemelli; Michelle, che è la coreografa, però non li vede ancora pronti per lavorare insieme a tutti gli altri e non permette loro di frequentare le lezioni di danza. Durante una pausa Charles incontra un uomo misterioso che gli rivela di essere a conoscenza del vero motivo per cui è stato invitato a New York; sul più bello però Sana li interrompe e l'uomo se ne va senza dire nulla. Più tardi i due vengono minacciati da due ragazzi armati che intimano loro di lasciare New York; questi pare siano amici di Brad. Al ritorno Robby viene a conoscenza di quanto è successo e Charles propone di tornare in Giappone, ma Sana rifiuta l'idea; decidono però di cambiare alloggio. |                   |                              |
| 70  | Ospiti... che noia! 「ランチタイムは危険な感じ」 - Ranchi taimu wa kiken na kanji | 8 agosto 1997     | 2000                         |
| 70  | Charles rivela a Sana e Robby il colloquio avuto con l'uomo sconosciuto e il mistero si infittisce; intanto scopriamo che Brad è figlio della governante Ramsey. Sicil, disperata all'idea di non vedere più Charles scappa di casa e lo va a trovare all'uscita della palestra; Brad però la trova e la riporta indietro senza che Michelle si accorga della sua fuga. Il giorno dopo finalmente Brad, che era dietro l'intera faccenda, esce allo scoperto: fa picchiare Charles dai suoi compagni e obbliga i due a tornarsene a casa; Gary Hamilton, tornato dai suoi impegni, interviene appena in tempo. Intanto, alla reception dell'hotel dove i ragazzi alloggiano, si presenta una donna che dice di essere la madre di Charles. |                   |                              |
| 71  | La nuova casa 「寝耳に水の母だった」 - Nemimi ni mizu no haha datta | 15 agosto 1997    | 2000                         |
| 71  | Charles conosce Yuko che dice di essere sua madre; lui non sa come prendere la cosa, né se la sua storia sia vera. Robby intanto conosce Bunny, una ragazza molto gentile, che gli comunica che l'appartamento accanto al suo è in affitto e il gruppo vi si trasferisce. Gli amici di Brad seguono ancora gli spostamenti di Sana e Charles e, quando comunicano al loro capo il nuovo indirizzo, Sicil li sente e decide di trasferirsi da loro senza dire niente a nessuno. Inoltre l'uomo misterioso altri non è che il fidanzato della presunta madre di Charles; questi invece rivela a Sana la scoperta che ha fatto il giorno prima. |                   |                              |
| 72  | Il segreto svelato 「知りすぎちゃったの私の秘密」 - Shiri sugichatta no watashi no himitsu | 22 agosto 1997    | 2000                         |
| 72  | Michelle si accorge della fuga di Sicil ed ha intenzione di riportarla a casa; la bambina è convinta che la madre non le voglia bene dal momento che non sa danzare; i ragazzi vengono così a conoscenza della sua triste storia: all'età di 7 anni, durante il suo primo spettacolo, cadde dal palco rompendosi un legamento e facendo sfumare il sogno della madre di vederla diventare una grande ballerina. Interviene Gary che le dà il permesso di restare con i nuovi amici; Charles infine decide di andare da Yuko e lei caccia il fidanzato da casa: il suo vero obiettivo pare sia quello di sfruttare la sua maternità per avere successo nel mondo dello spettacolo, sogno che accarezza da anni. Il ragazzo però le rivela che, nonostante tutto, non se la sente di trasferirsi da lei e questo la indispettisce. Sana e Charles finalmente iniziano le prove con il corpo di ballo mentre Brad cerca in tutti i modi di separare Sicil dal ragazzo. Alla fine decide di raccontare tutta la verità: Sicil e Charles sono fratellastri. In seguito a questa notizia, disorientato, Charles scappa. |                   |                              |
| 73  | Una nuova famiglia 「アメーリカンなバカ親子」 - Amērikan na baka oyako | 29 agosto 1997    | 2000                         |
| 73  | Charles è sconvolto e febbricitante e si rifugia da Yuko, lei non perde tempo per avvisare Robby dicendogli, anche, che è sua madre. Al suo risveglio lui le chiede se il suo vero padre è Gary Hamilton e lei conferma tutto; così decide di restare dalla madre per qualche giorno. Sicil crede di essere lei il motivo per cui Charles non torna a casa e se ne dispera; Sana, a suo modo, però la tira su confidandole la triste storia dell'abbandono suo e di Charles. Rick, l'ormai ex-ragazzo di Yuko, decide di comunicare il piano della donna senza scrupoli a Gary. |                   |                              |
| 74  | Tante bugie 「母はいそいそ悪だくみ」 - Haha wa isoiso warudakumi | 5 settembre 1997  | 2000                         |
| 74  | Charles riceve una visita di Gary che gli fa notare il suo grande talento e Yuko, vedendolo andare via, teme che possa avergli detto qualcosa di male sul suo conto e decide di parlare con lui: in cambio della disponibilità di Charles a recitare nel suo musical esige il ruolo di protagonista in uno dei suoi spettacoli; lui, messo alle strette, accetta. Sana incontra Rick che le comunica le intenzioni di Yuko; quando scopre che il suo piano è riuscito decide di parlarle e viene seguita da Sicil. |                   |                              |
| 75  | La fuga 「娘よどこにマンハッタン」 - Musume yo doko ni Manhattan | 12 settembre 1997 | 2000                         |
| 75  | Sicil scopre che lei e Charles sono fratellastri e scappa, disperata; partono le ricerche e i più preoccupati sono Gary e Michelle. Vista la loro pena lei si accorge di essere amata e la sua vita le sembra meno vuota. Dopo averla trovata a casa di Bunny, Charles decide di trasferirsi definitivamente dalla madre; lei però lo caccia in malo modo, palesando le sue vere intenzioni e lasciando il povero Charles di sasso. |                   |                              |
| 76  | Una falsa partenza 「帰っちゃおーかな帰ろかな」 - Kaecchaō kana kaero kana | 19 settembre 1997 | 2000                         |
| 76  | Sana cerca di consolare l'amico e gli propone di tornare in Giappone per non farlo più soffrire; Gary invece vorrebbe chiedere al figlio di andare ad abitare con la sua famiglia. Sicil però teme che possa diventare il figlio preferito e quando lui chiama per avvisare della loro partenza non lo comunica al padre. In aeroporto i ragazzi finalmente ritrovano Maeda e proprio sul più bello, decidono di restare ed affrontare la situazione. |                   |                              |
| 77  | La verità 「パパよ、あなたが悪かった」 - Papa yo, anata ga warukatta | 26 settembre 1997 | 2000                         |
| 77  | Gary decide di raccontare a Charles la verità sulla sua nascita: lui non aveva idea che Yuko fosse incinta; questo fa cambiare a Charles opinione su di lui. Gli propone inoltre di fermarsi a New York dopo l'uscita del musical, ma Sana sgrida l'uomo perché questi non ne ha ancora parlato con Michelle e Sicil: indice così una piccola riunione tra i tre. Finalmente riescono a chiarirsi riguardo al concetto della danza e riescono a riavvicinarsi. A Yuko le cose non vanno bene dal momento che non è capace di recitare e il suo spettacolo viene annullato; Rick viene a chiedere a Charles di aiutarla. |                   |                              |
| 78  | Debutto a Broadway 「最初で最後の母子でケンカ」 - Saisho de saigo no boshi de kenka | 3 ottobre 1997    | 2000                         |
| 78  | Charles va dalla madre ma solo per deriderla; così lei gli dice che essendo sangue del suo sangue è destinato al fallimento anche lui. Arriva finalmente il tanto atteso giorno del debutto: arrivano a New York per assistervi anche Catherine e Patricia; Yuko e Rick invece decidono di partire per il Messico. Poco prima di entrare in scena Charles ripensa alle parole della madre ed ha un attimo di incertezza, ma lo supera grazie a Sana e lo spettacolo va benissimo. Perfino Yuko ha un ripensamento e, arrivata appena in tempo per il loro balletto, si accorge del talento del figlio; Gary invece annuncia durante un'intervista che Charles è suo figlio. |                   |                              |
| 79  | La decisione di Charles 「父になれない父もいた」 - Chichi ni narenai chichi moita | 10 ottobre 1997   | 2000                         |
| 79  | Dopo la dichiarazione di Gary di voler far diventare il figlio una stella di Broadway, la casa dei ragazzi viene presa d'assalto dai giornalisti; molti produttori li vogliono ingaggiare e Robby è al settimo cielo. Sia Sicil che Michelle esprimono a Charles la loro contentezza per il fatto che lui sia un membro della famiglia ma nonostante tutto alla fine lui decide di tornare con Sana in Giappone. |                   |                              |
| 80  | Vietato cantare 「も一度歌って３.２.１（スリー・ツー・ワン）」 - Mo ichido utatte 3. 2. 1 (Surī. Tsū. Wan) | 17 ottobre 1997   | 2000                         |
| 80  | Ambientato in una città in cui è vietata la musica, i protagonisti sono Sana, Marilla, Tamara, Alyssa, Terence, Margaret, Charles e Brad. Sana difende la musica mentre Marilla, Tamara e Brad sono i poliziotti inflessibili; grazie all'amore di Marilla per Charles, bravissimo suonatore di tromba, il divieto verrà poi tolto. (Episodio filler) |                   |                              |
| 81  | Sulla via del ritorno 「ハロー・グッバイ・私の恋」 - Harō Gubbai Watashi no koi | 24 ottobre 1997   | 2000                         |
| 81  | Durante il volo Sana e Charles ripensano ai vari fatti accaduti durante la loro amicizia; lei ripensa anche alla situazione che ha lasciato a casa: non sa ancora come comportarsi con Heric, Funny e gli altri amici. Poco prima di atterrare si accorgono di aver dimenticato in America Maeda, che faceva dentro e fuori dagli ospedali a causa dei numerosi incidenti in cui incorreva. |                   |                              |
| 82  | Un premio inaspettato 「あれからウチらはイー感じ」 - Arekara uchi-ra wa ī kanji | 31 ottobre 1997   | 2000                         |
| 82  | Gli amici di Sana, dopo la sua partenza, hanno continuato la loro vita di sempre: le cose tra Heric e Funny sembrano andare a gonfie vele e Terence ed Alyssa pensano che siano una coppia perfetta, che si compensa a vicenda. Il professore non vede di buon occhio che i due si frequentino e spinto dalla gelosia interpella perfino i genitori dei due ragazzi. |                   |                              |
| 83  | Con successo da New York 「ベストカップルばかりカモ」 - Besuto kappuru bakari kamo | 7 novembre 1997   | 2000                         |
| 83  | Il professore mette in guardia i genitori di Funny descrivendo il ragazzo come pericoloso e disturbato. I due adulti le proibiscono quindi di vedere Heric; lei però decide di non dar loro retta. I quattro amici scoprono dai telegiornali del ritorno di Sana e si chiedono quando riusciranno a rivederla; lei non si fa viva e così decidono di organizzarle una festa di bentornato. Lei è contentissima di rivederli ed i rapporti non sembrano cambiati; quando le viene chiesto se tra lei e Charles sia successo qualcosa lei dice di sì e confessa di volergli molto bene. Anche quando le viene fatta vedere una foto di Funny ed Heric che è stata pubblicata su un giornale dice ai due amici che insieme formano una bellissima coppia. |                   |                              |
| 84  | Un nuovo manager per Charles 「ジャーマネちゃんはピーチピチ」 - Jāmane-chan wa pīchipichi | 14 novembre 1997  | 2000                         |
| 84  | Heric e Funny organizzano il loro primo appuntamento da soli al luna park ma il professore interviene ancora una volta avvisando la madre di Funny. Maeda torna dall'America ed annuncia a Charles di non potergli più fare da manager e così le presenta Rio, la donna che si occuperà di lui al suo posto. Quando Heric scopre ciò che ha fatto il professore lui e Funny litigano poiché lui è convinto di non essersi mai comportato male con lui. Il giorno dopo il professore lo provoca e Terence gli consiglia di non reagire; Heric vuole diventare una cintura nera e per impegnarsi al massimo dice a Funny di voler interrompere momentaneamente la relazione. Rio nel frattempo mette in testa a Charles l'idea che Sana gli stia portando via la fama che aveva all'inizio e si impegna a trovargli lavori più prestigiosi. |                   |                              |
| 85  | Ciak si gira! 「言えねえセリフもあったとさ」 - Ie nē serifu mo atta to sa | 21 novembre 1997  | 2000                         |
| 85  | Sana e Charles vengono ingaggiati per un nuovo spettacolo; Funny intanto ricomincia a sentire Jeremy. Iniziano le riprese e la storia è molto simile alla situazione vissuta alle elementari, quando Heric era ancora intrattabile. Sana deve pronunciare la parola "diavoletto", epiteto affibbiato più volte al vecchio amico, e si blocca emotivamente; ciò la porta ad avere dei problemi con il produttore. In sala giochi, assieme ad Alyssa e Terence, Funny ed Heric incontrano due ragazzi che li maltrattano; lui la difende e questi, per vendicarsi, fanno cadere Funny e gli occhi finiscono nella terra, quindi finisce in ospedale. |                   |                              |
| 86  | Ancora problemi per Heric e Sana 「見えなくなったら見えてきた」 - Mienaku nattara mietekita | 28 novembre 1997  | 2000                         |
| 86  | I genitori di Funny attribuiscono ad Heric tutta la colpa e gli intimano di non vedere più la loro figlia; anche lui si sente responsabile per ciò che è successo. Sana intanto propone al regista di cambiare la parola "diavoletto", ma il suo rifiuto è categorico; Charles vorrebbe aiutare l'amica, ma Rio non glielo permette e il regista decide di assumere un'altra attrice. A scuola Heric viene sospeso a causa dell'incidente di Funny e il maestro di karate decide di non fargli sostenere l'esame per il passaggio di grado. Funny sente alla radio il motivo per cui è stata tolta la parte a Sana e si rende conto che l'amica è ancora innamorata di Heric; così, quando lui di nascosto la va a trovare, decide di lasciarlo. |                   |                              |
| 87  | Una decisione difficile 「たたカレおわカレどこへ行く？」 - Tatakare owakare dokoe iku? | 5 dicembre 1997   | 2000                         |
| 87  | Il produttore, durante una conferenza stampa, afferma che il comportamento di Sana è dovuto ad un eccesso di presunzione correlato al successo ottenuto in America. Solo Catherine capisce che il motivo del suo comportamento è il fatto che la situazione le ricorda Heric. Heric continua ad andare a trovare Funny e viene visto da un'infermiera che avvisa la madre; Funny durante una lite con lei lo difende, ma capisce che è meglio non vederlo più. Quando glielo comunica dà come motivazione il fatto che lui e Sana si amano ancora. Quando i due si incontrano si abbracciano a lungo pur litigando; Robby invece confida a Rio il motivo per cui Sana aveva difficoltà a pronunciare quella battuta e lei lo rivela a Charles. |                   |                              |
| 88  | Un po' di verità 「いつか来たのネこんな日が」 - Itsuka kita no ne konna nichi ga | 12 dicembre 1997  | 2000                         |
| 88  | I giornalisti si accaniscono su Sana e molte proposte di lavoro vengono annullate perciò lei deve tornare a scuola; qui molti compagni credono alle notizie dei giornali ma i suoi amici la difendono. Per Funny è arrivato il giorno di togliere le bende e viene finalmente dimessa; parlando con Heric lo ringrazia per le premure che ha avuto verso di lei ma gli dice che non è la persona giusta a cui devono essere rivolte. |                   |                              |
| 89  | Un Natale colmo di emozioni 「イヴにハレルヤ？我がココロ」 - Ivu ni hareru ya? Waga kokoro | 19 dicembre 1997  | 2000                         |
| 89  | Si avvicina il Natale e molte cose sono successe da quello dell'anno precedente. Sana viene a sapere che Funny ed Heric non stanno più insieme e anche Charles ha intenzione di raffreddare il rapporto con lei per buttarsi completamente nel lavoro; per aiutarla ancora una volta, però, chiama Heric per consigliargli di guardare lo sceneggiato se vuole scoprire il motivo per cui lei ha rinunciato al lavoro. Lui capisce la sua gentilezza e decide di regalarle un altro pupazzo di neve; proprio nel momento in cui i due stanno per confessarsi i sentimenti reciproci vengono interrotti da Terence, Alyssa, Margaret e George. Anche Charles e Funny passano un bel Natale e ricevono notizie della famiglia newyorkese il primo e di Jeremy la seconda. |                   |                              |
| 90  | Il robot 「メカハヤマハハハハハハヤマ」 - MekahayamahahahahahahayamaMille magie! 「魔法の呪いはベベンのベンキ」 - Mahō no noroi wa beben no benki | 30 dicembre 1997  | 2000                         |
| 90  | Nella prima parte il padre di Heric costruirà una mamma-robot che combinerà un sacco di guai; per fortuna SuperRossana rimetterà le cose a posto. Nella seconda invece tutti i protagonisti si sono trasformati in oggetti o animali: è tutta colpa del capriccioso principe Charles. Questi e tutto il suo regno sono stati trasformati a causa della sua pigrizia e tendenza al disordine. (Episodio filler) |                   |                              |
| 91  | Ancora lavoro! 「明けましちゃったらファンが来た」 - Akemashichattara fan ga kita | 9 gennaio 1998    | 2000                         |
| 91  | È arrivato l'anno nuovo ed ognuno dei ragazzi ha delle importanti aspettative per il futuro. Robby rivede finalmente Alicia che gli comunica di volersi trasferire a Londra per studiare arte drammatica; lo invita a trasferirsi con lei e lui accetta. A Sana viene recapitato un messaggio sonoro in cui qualcuno le chiede aiuto; dopo aver rintracciato il mittente scoprono che questi è il fondatore del Rossana Fan Club. Il suo scopo era chiederle il perché della sua improvvisa scomparsa dalla televisione e la volontà di spingerla a tornarci presto. Tornata a casa riceve la visita dello sceneggiatore che aveva deciso di toglierle la parte: dopo aver parlato con Charles comprende la sua posizione, le chiede scusa e la assume per un nuovo lavoro. |                   |                              |
| 92  | Impariamo la matematica 「ちっともカンタン算数ビデオ」 - Chittomo kantan sansū bideo | 16 gennaio 1998   | 2000                         |
| 92  | Iniziano le riprese di "Impariamo la matematica" in cui Sana farà la parte della maestra: questo progetto ha un budget limitato e per questo motivo è molto approssimativo. Robby è contrario per il fatto che Sana abbia accettato e anche i suoi fan sono molto delusi; inoltre Sana è incapace di svolgere tutte le operazioni che le vengono richieste. Robby le propone di andare a Londra, ma lei non vuole scappare e decide di affrontare la situazione a testa alta; chiede così aiuto a Funny per imparare il copione. Grazie alle idee di Sana lo sceneggiatore rivede il suo copione e la prima lezione di matematica viene completata. Tornata a casa riceve una lettera in cui la "vera" Rossana sostiene che lei sia soltanto una brutta copia. |                   |                              |
| 93  | La vera Rossana 「おんなじ名前で出ています」 - On'naji namae de dete imasu | 23 gennaio 1998   | 2000                         |
| 93  | La "falsa" Sana inizia a mettere in giro un sacco di informazioni, perciò Sana inizia a temere di avere una sosia o essere spiata. Funny le fa notare che in verità sta passando un periodo in cui non ha la stessa vitalità di sempre. L'ultima notizia falsa è quella di un concerto e Sana e Robby decidono di andare a vederlo; così scoprono che è stato il fan club ad organizzare tutto per farla tornare vitale e positiva com'è sempre stata. Vedendo le cassette di "Impariamo la matematica" finalmente il fan club si rasserena e anche Sana; almeno fino a che riceve un altro messaggio di aiuto anonimo. |                   |                              |
| 94  | Un nuovo inizio 「転げてハジケりゃこどちゃな春よ」 - Korogete hajikerya Kodocha na haru yo | 30 gennaio 1998   | 2000                         |
| 94  | Sana scopre che il messaggio d'aiuto era di Gerard che sta facendo un programma assieme a delle arpie di mezza età che non lo lasciano respirare; così lei gli propone di lavorare insieme come ai vecchi tempi. Propongono perciò di ritornare ad "Evviva l'allegria" ed hanno bisogno di scrivere un copione per far approvare l'idea; Heric, Funny, Terence ed Alyssa li aiutano e la proposta viene accettata. |                   |                              |
| 95  | La festa degli innamorati 「おさまりましたね元のサヤ」 - Osamarimashitane moto no saya | 6 febbraio 1998   | 2000                         |
| 95  | È San Valentino e tutti vogliono partecipare ad una festa organizzata da una rivista; Funny invece pensa ancora a Jeremy e pare che la cosa sia reciproca. Sana deve lavorare alle riprese di "Evviva l'allegria" e all'ultimo momento si decide di farle proprio a quella festa; anche Heric vi partecipa, ma soltanto per mangiare del sushi. Inoltre ci sono anche Funny e Jeremy che pensano che entrambi siano ancora fidanzati; grazie all'intervento del programma i due si incontrano e si rimettono insieme. |                   |                              |
| 96  | La promessa 「待っててスグ行く大人の恋」 - Mattete sugu iku otona no koi | 13 febbraio 1998  | 2000                         |
| 96  | Alicia è in partenza per Londra e Robby se n'è completamente dimenticato; lei si arrabbia per il fatto che lui sia preso solamente da Sana e non abbia tempo da dedicarle. Il giorno della sua partenza è in programma anche la foto di famiglia e Robby non sa a cosa rinunciare. Alla fine raggiunge la fidanzata all'aeroporto e le chiede di aspettarlo ancora e le promette che lui la aspetterà; fa anche una dichiarazione pubblica ai giornalisti sopraggiunti dicendo che loro sono fidanzati. |                   |                              |
| 97  | Amore che viene amore che va 「しあわせ計画・金貸して」 - Shiawase keikaku • Kanekashite | 20 febbraio 1998  | 2000                         |
| 97  | Geremy, l'ex-marito di Catherine, si rifà vivo per chiederle dei soldi e lei stranamente acconsente. Robby e Sana lo seguono e scoprono che gli servono per trattare con dei bulli: i soldi in cambio dell'incolumità di un certo Makoto. Tornato da Catherine, l'uomo si decide a spiegare la storia: si vorrebbe sposare con una donna, Myoko, ma il figlio della donna, Makoto, è scappato di casa perché contrario all'unione. Sana decide di aiutarlo ed interviene con "Evviva l'allegria"; quando finalmente sembra che le cose si siano sistemate Makoto rivela che l'uomo che sua madre vuole sposare non è Geremy ma un presuntuoso uomo d'affari lasciando il poveretto con un palmo di naso. |                   |                              |
| 98  | Attenta sorellina! 「お姉ちゃんたら恋模様」 - Onē-chan tara koi moyō | 27 febbraio 1998  | 2000                         |
| 98  | Sana vede Nelly in giro con un ragazzo misterioso e avvisa Heric, che non pare sia interessato alla notizia; il padre invece è sconvolto all'idea che la figlia abbia un fidanzato. Quando Sana lo vede con un'altra ragazza non sa se dirlo ad Heric oppure no, ma proprio quando è assieme a lui lo scoprono insieme ad una terza e così lui consiglia a Nelly di lasciarlo perdere e lei si arrabbia molto. Quando però lo vede con un'altra ragazza ancora Heric non ci vede più e gli basta uno sguardo minaccioso per metterlo in guardia; con l'aiuto di Sana e Funny riesce a smascherarlo e a far capire alla sorella come stanno veramente le cose. |                   |                              |
| 99  | Il club di karate 「カラテ部ヨイトコちょとオイデ」 - Karate-bu yoitoko choto oide | 6 marzo 1998      | 2000                         |
| 99  | Heric viene accusato dal suo insegnante di aver picchiato un ragazzo ma, grazie all'intervento di Sana e del suo professore, la storia non viene presa per vera. Per far cambiare idea all'insegnante riguardo alla presunta pericolosità del karate, Sana propone a Heric di creare un club a scuola. I ragazzi trovano due soci, Isidoro e Nakao, un compagno di classe di Heric. Iniziano gli allenamenti che sono molto duri ed in seguito a questi Nakao si sente male. |                   |                              |
| 100 | Il mistero dei cancellini scomparsi 「黒板消しが消えていた」 - Kokuban keshi ga kiete ita | 13 marzo 1998     | 2000                         |
| 100 | Tornato a scuola, Heric dice a Nakao che il karate non è lo sport che fa per lui ed il ragazzo ci resta molto male; il suo shock aumenta quando il professore gli dice che non si era mai accorto che fosse nella sua classe dal momento che il suo vanto era sempre stato quello di non aver fatto mai alcuna assenza. Inoltre a casa il doversi occupare dei fratelli più piccoli aumenta il suo a stress fino a che decide di rubare tutti i cancellini per farsi notare. Non torna a casa e perciò la madre va a parlarne con i professori; quando cita gli allenamenti di karate l'insegnante attribuisce ad Heric tutta la colpa. Trova anche sulla scrivania una lettera di Nakao che descrive gli ultimi avvenimenti e, per incolpare Heric, omette il foglio in cui il ragazzo parlava del suo incontro con lui. |                   |                              |
| 101 | Un mistero da risolvere 「三人そろって消えていた」 - San'nin sorotte kiete ita | 20 marzo 1998     | 2000                         |
| 101 | Heric e Sana vengono considerati colpevoli da tutti gli studenti e solo gli amici li difendono dalle malelingue; il professore lo minaccia molte volte ma è proprio grazie a lui che Heric capisce dove può essersi nascosto Nakao. Finalmente lui e Sana lo trovano ma restano bloccati in una piccola finestra della stanza in cui il ragazzo si era chiuso |                   |                              |
| 102 | Tutto è bene quel che finisce bene! 「こどちゃは続くよどこまでもーー」 - Kodocha wa tsuzuku yo dokomademo -- | 27 marzo 1998     | 18 novembre 2000             |
| 102 | Il professore di Sana capisce dove possono essere i tre ragazzi e va in loro soccorso mentre il professore di Heric si adopera per farlo espellere da scuola. Funny trova la seconda pagina della lettera di Nakao dove viene rivelato che il colpevole della sua sparizione è il professore e non Heric. Funny allora decide, assieme agli amici, di intervenire alla riunione dei professori e di mostrare le prove che scagionano l'amico. Così il professore viene obbligato a chiedere le dimissioni. Heric parla con Sana e le rivela che dovrà affrontare l'esame per diventare cintura nera di karate. Nel caso in cui riuscisse nell'impresa, le promette un appuntamento. Prima di andare via lui la bacia un'altra volta. |                   |                              |